# U17-Europamästerskapet i fotboll 2006
U17-Europamästerskapet i fotboll 2006 spelades i Luxemburg mellan den 3 maj och den 14 maj 2006. Spelare födda efter 1 januari 1989 kunde delta. Ryssland vann turneringen.

## Spelplatser
| Arena                      | Ort               | Kapacitet |
| -------------------------- | ----------------- | --------- |
| Josy Barthel Stadium       | Luxemburg (stad)  | 8 200     |
| Stade Alphonse Theis       | Hesperange        | 3 058     |
| Stade Jos Nausbaum         | Mondorf-les-Bains | 3 600     |
| Nagai Stadium              | Dudelange         | 2 558     |
| Stade Flohr                | Grevenmacher      | 3 500     |
| Stade Centre Sportif Deich | Ettelbruck        | 2 102     |

## Slutspel

### Semifinal
- Tyskland - Ryssland 0-1
- Spanien - Tjeckien 0-2

### Match om 3:e plats
- Spanien - Tyskland 1-1 (Spanien vann med 3-2 efter straffsparksläggning)

### Final
- Tjeckien - Ryssland 2-2 (Ryssland vann 5-3 efter straffsparksläggning)

## Målgörare
| Lag                                              | Nr | Spelare                | Mål |
| ------------------------------------------------ | -- | ---------------------- | --- |
| Spanien                                          | 20 | Bojan Krkić            | 5   |
| Tyskland                                         | 9  | Manuel Fischer         | 5   |
| Tjeckien                                         | 10 | Tomáš Necid            | 5   |
| Spanien                                          | 10 | Aarón Ñíguez           | 3   |
| Ungern                                           | 9  | Krisztián Németh       | 2   |
| Spanien                                          | 14 | Rubén Ramos            | 2   |
| Ryssland                                         | 9  | Aleksandr Prudnikov    | 2   |
| Tjeckien                                         | 11 | Tomáš Pekhart          | 2   |
| Ryssland                                         | 2  | Sergei Morozov         | 1   |
| Spanien                                          | 18 | José Hermosa           | 1   |
| Luxemburg                                        | 9  | Miralem Pjanić         | 1   |
| Tyskland                                         | 10 | Toni Kroos             | 1   |
| Tyskland                                         | 18 | Raphael Lorenz         | 1   |
| Serbien och Montenegro                           | 11 | Veljko Vuković         | 1   |
| Spanien                                          | 11 | Cristian Vergara       | 1   |
| Spanien                                          | 8  | Marcos Gullón          | 1   |
| Ungern                                           | 7  | Vladimir Koman         | 1   |
| Ungern                                           | 10 | Márk Nikházi           | 1   |
| Belgien                                          | 17 | Maurizio Aquino        | 1   |
| Serbien och Montenegro                           | 17 | Darko Karadžić         | 1   |
| Ryssland                                         | 10 | Igor Gorbatenko        | 1   |
| Ryssland                                         | 7  | Yevgeni Korotayev      | 1   |
| Tyskland                                         | 13 | Stefan Reinartz        | 1   |
| Tjeckien                                         | 17 | Petr Wojnar            | 1   |
| Belgien                                          | 16 | Mehdi Carcela-Gonzalez | 1   |
| Tjeckien                                         | 7  | Jan Vošahlík           | 1   |
| Ryssland                                         | 18 | Aleksandr Marenich     | 1   |
| Antal mål: 46 (1 självmål) ; Spelade matcher: 16 |    |                        |     |